# SCP Foundation
Die SCP Foundation ist eine fiktive, international agierende Geheimorganisation. Sie ist für die Eindämmung und sichere Verwahrung verschiedenster Anomalien zuständig. Im SCP Wiki, einem webbasierten Projekt für kollaboratives Schreiben, erzählen die teilnehmenden Autoren über die SCP Foundation und ihre Aufgaben und Aktionen. Der Großteil der schriftlichen Werke auf dieser Website sind Artikel im Stil interner Dokumentationen und wissenschaftlicher Berichte über die Anomalien, die sogenannten SCPs. Die Website beinhaltet auch tausende Kurzgeschichten, die innerhalb des Universums der SCP Foundation spielen.
Die Artikel und Geschichten im SCP Wiki werden von Kritikern für die Erzeugung von Horror durch wissenschaftlichen, akademischen Schreibstil und auch für ihre hohen Qualitätsstandards geschätzt. Die SCP Foundation hat außerdem zu diversen Spin-off-Projekten inspiriert, unter anderem dem Computerspiel SCP – Containment Breach.

## Übersicht
In einem fiktiven Universum ist die SCP Foundation eine international agierende Geheimorganisation, die von verschiedenen nicht näher benannten Regierungen der Erde mit der Sicherung („secure“), Verwahrung („contain“), Schutz („protect“) und dem Studium anomaler bzw. paranormaler Lebewesen, Gegenstände, Orte und Phänomenen, den sogenannten „SCPs“, beauftragt wurde, da diese oftmals eine Gefahr für die Menschheit oder für die menschliche Wahrnehmung der Realität und Normalität darstellen.
Die SCP Foundation hält die Existenz der SCPs geheim, um eine Massenhysterie und damit einhergehendes Chaos zu verhindern und um der menschlichen Zivilisation Normalität zu ermöglichen. Wird ein SCP entdeckt, entsendet die Foundation Agenten, um das SCP sicherzustellen und zu einer Einrichtung der Foundation zu transportieren, oder es vor Ort zu sichern, sollte ein Transport nicht möglich sein. Sobald ein SCP gesichert ist, wird es von Wissenschaftlern der Foundation untersucht. Von der Foundation akquirierte Gefängnisinsassen, sogenanntes D-Klasse-Personal, werden aufgrund ihrer Entbehrlichkeit für die Interaktion mit gefährlichen SCPs verwendet.
Die SCP Foundation erstellt Dokumentationen über alle sich in ihrem Besitz befindlichen SCPs, die auch dazugehörige Folgeberichte und Dateien enthalten oder darauf verweisen können. Diese Dokumente enthalten jeweils teils geschwärzte Beschreibungen der SCPs und Anweisungen zur sicheren Handhabung dieser.

### Beispiele gesicherter SCPs

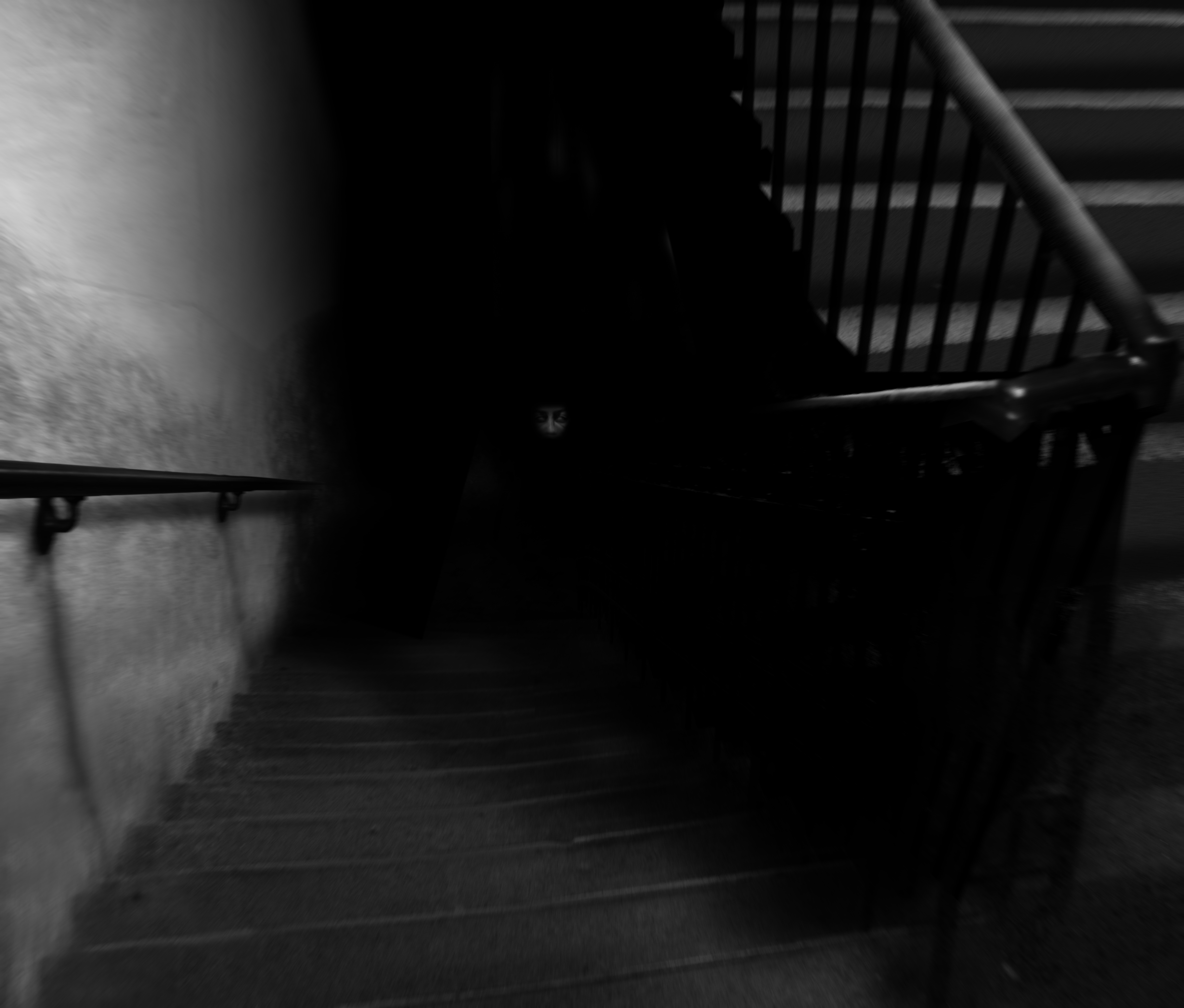
SCP-087 mit SCP-087-1 im Hintergrund.

- SCP-055 ist ein Objekt, das denjenigen, der es begutachtet, seine Merkmale vergessen lässt und es somit unmöglich macht, es zu beschreiben, außer indem man angibt, was es nicht ist.[4]
- SCP-087 ist ein Treppenhaus, das scheinbar unbegrenzt abwärts führt.[5] Das Treppenhaus beherbergt SCP-087-1, das als Gesicht ohne Mund, Pupillen oder Nasenlöcher beschrieben wird.[6]
- SCP-108 ist eine Bunkeranlage der Nazis, die nur durch ein Portal in der Nase einer Frau zugänglich ist.[7]
- SCP-173 ist eine humanoide Skulptur aus Beton und Betonstahl mit Spuren von Krylon-Markensprühfarbe.[4] Solange sie von einem Menschen direkt angesehen wird, ist sie unbeweglich; greift diesen jedoch mit tödlicher Absicht an, sobald sie von ihm unbeobachtet ist – sogar wenn dieser blinzelt.[5]
- SCP-294 ist ein Kaffeeautomat, der in der Lage ist, alles auszugeben, das in flüssiger Form existieren kann.[5]
- SCP-426 ist ein Toaster, über den nur in der ersten Person berichtet werden kann.[5]
- SCP-1171 ist ein Wohnhaus, dessen Fenster dauerhaft beschlagen sind. Es ist möglich, durch Schreiben auf den beschlagenen Fensterscheiben mit einer extra-dimensionalen Entität, deren Fenster ebenfalls beschlagen sind, zu kommunizieren. Diese Entität zeigt erhebliche Feindseligkeit zu Menschen, weiß jedoch nicht, dass die Mitarbeiter der Foundation Menschen sind.[4]
- SCP-1609 ist Mulch, der sich in die Lungen einer Person teleportiert, die sich ihm in aggressiver Weise oder eine Uniform tragend nähert. Ursprünglich war es ein friedfertiger Stuhl, der sich zu jeder nahen Person teleportierte, die das Bedürfnis, sich zu setzen, verspürte, verfiel jedoch in sein derzeitiges aggressives Stadium, nachdem eine rivalisierende Organisation ihn in einen Schredder geworfen hatte.[4]
- SCP-3008 ist ein IKEA-Möbelhaus mit einem unendlichen Innenraum ohne physische Außengrenzen, das diejenigen im Inneren darin gefangen hält. Es beherbergt eine einfache Zivilisation der darin Gefangenen.[8]

## Schreibstil
Im SCP-Foundation-Wiki sind die Mehrheit der Artikel eigenständige Werke, welche die „Special Containment Procedures“ (übersetzt: „Besondere Eindämmungsmaßnahmen“) eines Objekts darstellen. Standardmäßig wird ein SCP-Artikel mit einer einzigartigen Identifikationsnummer versehen. Dem Artikel zugehörige Objekte werden oft mit untergeordneten Nummern versehen. Die Objekte erhalten eine „Objektklasse“, die auf der Schwierigkeit sie einzudämmen basiert. b Die Dokumentation beschreibt dann angemessene Eindämmungs- und Sicherheitsmaßnahmen, sowie das Objekt selbst. Des Weiteren können Anhänge wie Bilder, Forschungsunterlagen oder Protokolle an die Dokumente angehängt werden. Die Dokumente sind in einem pseudo-wissenschaftlichen Stil verfasst und nicht selten werden Informationen „geschwärzt“. Im Februar 2018 existierten bereits 3.700 Objekte c und es kommen regelmäßig neue Artikel hinzu.
Die SCP Foundation beinhaltet außerdem mehrere hundert Kurzgeschichten, im Englischen als „Foundation Tales“ bezeichnet. Die Geschichten spielen in der Welt der Foundation und behandeln oder beziehen sich oftmals auf das Personal der Foundation oder die SCPs. Gregory Burkart, der für Blumhouse Productions schreibt, merkte an, dass einige Geschichten einen finsteren und trostlosen Ton anschlagen, während andere überraschend „heiter“ geschrieben sind.
Die SCP Foundation verfügt über keinen zentralen Kanon, zahlreiche zusammengehörige Geschichten bilden jedoch größere Erzählungen. Mitwirkende können des Weiteren „Kanons“ erschaffen, die SCPs und Geschichten mit ähnlichen Örtlichkeiten, Charakteren und gemeinsamer Handlung zusammenführen. Viele „Kanons“ verfügen über Portalseiten, die deren Konzept erklären und weitere Informationen wie Hintergründe und Charakterlisten bereitstellen.
Das Genre wird als Science-Fiction, Urban Fantasy und Horror beschrieben.

## Community
Die SCP Foundation hat ihren Ursprung auf /x/, einem 4chan‐Forum, das sich mit Verschwörungstheorien, dem Paranormalen und Creepypastas beschäftigt. Dort wurde 2007 das erste Special Containment Procedure (SCP-173) gepostet. Der Post erhielt eine überwiegend positive Rezeption und inspirierte schon bald eine große Zahl an weiteren SCPs, die von weiteren /x/-Nutzern erdacht und verbreitet wurden. Das erste eigenständige Wiki wurde im Januar 2008 auf der Wiki-Farm namens EditThis erstellt. Aufgrund von Einschränkungen auf EditThis zog die SCP Foundation im Juli 2008 auf WikiDot um.
Die derzeitige Webseite bei Wikidot verfügt über zahlreiche übliche Wiki-Funktionen wie eine Suchfunktion und Artikellisten. Das Wiki bietet außerdem ein Neuigkeitenportal, Anleitungen für Autoren und ein Diskussionsforum. Um Inhalte zu veröffentlichen, müssen Wikidot-Nutzer sich zunächst um Mitgliedschaft bewerben. Jeder Artikel des Wikis erhält eine Diskussionsseite, wo Mitglieder den Artikel diskutieren und konstruktive Kritik geben können. Des Weiteren können Mitglieder Artikel positiv oder negativ bewerten. Artikel, die zu viele negative Bewertungen erhalten haben, werden gelöscht. Autoren von Daily Dot und Bustle merkten an, dass die Webseite hohe Qualitätsstandards pflegt und mangelhafte Artikel üblicherweise schnell entfernt werden.
Die Wikidot-Webseite hält regelmäßig Schreibwettbewerbe ab. Im November 2014 wurde zum Beispiel ein „Dystopie-Wettbewerb“ abgehalten, in welchem die Mitglieder dazu ermuntert wurden Beiträge über die Foundation einzureichen, die eine trostlose oder verfallene Welt behandeln.
Die SCP Foundation unterhält ein Forum auf Reddit und eine Rollenspiel-Community.

## Ableger
Um die Inhalte der rein englischsprachigen SCP Foundation auch Sprechern anderer Sprachen zugänglich zu machen, entstanden Ableger für verschiedene Sprachen. Dies sind Wikis, die ebenfalls bei Wikidot beheimatet sind und Übersetzungen der Artikel des englischen Original-Wikis anbieten. Es ist ebenfalls nicht unüblich, dass auf den Ablegern selbst SCPs, Geschichten und andere Artikel veröffentlicht werden, zumindest SCPs werden dann zur Unterscheidung mit dem Kürzel der jeweiligen Sprache versehen, zum Beispiel „SCP-011-DE“. Diese Artikel werden ebenfalls oftmals in andere Sprachen übersetzt. Derzeit offiziell anerkannte Ableger existieren für die Sprachen Chinesisch (vereinfacht), Deutsch, Französisch, Italienisch, Japanisch, Koreanisch, Polnisch, Portugiesisch, Russisch, Spanisch, Ukrainisch, Chinesisch (traditionell) und Vietnamesisch. Des Weiteren befinden sich noch nicht anerkannte Ableger auf Griechisch, „Nordisch“ (Dänisch, Färöisch, Norwegisch, Schwedisch), Türkisch und Indonesisch in Entwicklung. Der älteste Ableger (für die russische Sprache) existiert bereits seit 2010.
Die Ableger sind unabhängig, organisieren sich selbst und haben oftmals eigene Regeln, eigene Hintergründe und teils ein leicht verändertes Design. Im deutschsprachigen Ableger müssen SCPs und einige andere Artikelgattungen vor einer Veröffentlichung durch das Administrationsteam freigegeben werden, nachdem über das Forum um Kritik gebeten worden war. Im englischen Original-Wiki können neue Artikel hingegen nach Belieben veröffentlicht werden. Alle Ableger haben mehr oder weniger restriktive Regeln zur Vor- oder Nachkontrolle von Artikeln. Zwar gilt generell, dass es keinen festen Hintergrund gibt, jedoch hat sich in manchen Ablegern die Verwendung eines bestimmten Hintergrundes eingebürgert.
Um die Artikel der einzelnen Ableger auch für anderssprachige Nutzer zugänglich zu machen, wurde im Januar 2017 das „Internationale Übersetzungsarchiv der SCP Foundation“ gegründet. In diesem können Übersetzungen von Artikeln der Ableger in der englischen Sprache veröffentlicht werden. Diese können dann wiederum in andere Sprachen weiterübersetzt werden.

## Rezeption
Die SCP Foundation bekommt größtenteils positive Kritik. Michelle Starr von CNET lobt die gruselige Natur der Artikel. Gavia Baker-Whitelaw, die für die Daily Dot schreibt, lobt die Originalität der SCP Foundation und beschreibt sie als „einzigartigste fesselnde Horrorliteratur im Internet“. Sie merkt an, dass Special Containment Procedures (SCPs) selten überflüssige Gewaltdarstellung enthalte, stattdessen werde der Horror der Reihe durch den „pragmatischen“ und „unemotionalen“ Schreibstil als auch durch die detaillierte Beschreibung erzeugt. Lisa Suhay vom Christian Science Monitor weist außerdem auf den „ironischen“ Stil der SCP Foundation hin.
Der für io9 schreibende Alex Eichler merkt an, dass die Reihe eine schwankende Qualität aufweist und einige Artikel langweilig oder repetitiv sind. Allerdings lobt er, dass die SCP Foundation neben finsteren auch heitere Artikel enthält. Des Weiteren lobt er das große Spektrum an behandelten Themen und merkt an, dass die SCP Foundation Artikel für alle Leser bietet.
Winston Cook-Wilson, der für die Webseite Inverse schreibt, vergleicht die SCP Foundation mit den Werken des US-amerikanischen Autors H. P. Lovecraft. Wie Lovecraft verzichten die SCP-Artikel im Allgemeinen auf Action-Sequenzen und sind in einem pseudo-akademischen Ton verfasst. Cook-Wilson erklärt, dass sowohl die Werke von Lovecraft als auch die der SCP Foundation von dem Widerspruch zwischen der gleichgültigen, wissenschaftlichen Schreibweise, und der verstörenden, erschreckenden Natur der erzählten Geschichten profitierten.
Der für The New Digital Storytelling schreibende Bryan Alexander gibt an, durch den groß angelegten und sich wiederholenden Prozess, durch welchen die Nutzer der SCP Foundation literarische Inhalte veröffentlichen, sei die SCP Foundation möglicherweise „die größte Errungenschaft erzählerischer Wikis“.
Elena Witzeck kritisierte im F.A.Z.-Bücher-Podcast die Wikiseite der Foundation als unübersichtlich und merkte an, dass man für ihre Benutzung ein Digital Native sein müsse, da man ansonsten den roten Faden zwischen den Geschichten nicht finden würde, wenn man nicht wisse, wo man klicken müsse. Des Weiteren charakterisierte Witzeck die SCP Foundation sowohl als „literarisch-modern“, was die Geschichten beträfe, als auch als „behäbig-ältlich“, was die Gestaltung der Wikiseite und die Fachtermini angehe. Sie hob hervor, dass literarisch Chatprotokoll- und Dialogsprache in den Geschichten zu finden seien, es aber keinen außergewöhnlichen Stil und keine hoch-literarische Sprache gäbe. Witzeck nannte das Projekt zudem „ergiebig“, da immer wieder Neues in Bezug auf unsere Lebenswirklichkeit entstünde.

## Abgeleitete Werke
Die SCP Foundation hat zu mehreren Computerspielen inspiriert. Eines davon ist SCP – Containment Breach. Im Spiel schlüpft der Spieler in die Rolle eines Klasse-D-Mitarbeiters, der versucht während eines Sicherheitsvorfalls aus der Anlage, in der er stationiert ist, zu entfliehen. Während des Fluchtversuchs muss der Protagonist mehreren SCPs ausweichen, unter anderem SCP-173, jene Betonstatue, die sich auf den Spieler zubewegt und ihn angreift, wenn sie nicht beobachtet wird. Andere SCP-Spiele sind, zum Beispiel, SCP-087 und SCP-087-B, die beide auf SCP-087 basieren; letzteres ist jedoch nur grob davon inspiriert. Das im Jahr 2024 erschienene Spiel Go Home Annie spielt ebenfalls in der Welt der SCP Foundation.
2014 wurde in Dublin ein Bühnenstück namens „Willkommen im Ethikkomitee“ aufgeführt. Es handelte vom Ethikkomitee der Foundation und dessen Aufgabe unethische Praktiken bei der Eindämmung des Paranormalen zu begrenzen. Seit 2013 wird auch eine Webserie produziert, die auf Geschichten der SCP Foundation basiert.
2020 erschien "There Is No Antimemetics Division" das sich schwerpunktmäßig mit dem "Antimemetics Division Hub" der SCP Foundation beschäftigt.
Andere abgeleitete Werke sind zum Beispiel die „Wanderer’s Library“, ein ähnliches Projekt, das sich um die „Serpent’s Hand“ dreht, eine andere Organisation des SCP-Universums.